# Judite Teixeira
Judite dos Reis Ramos Teixeira, vor allem bekannt unter dem Namen Judith Teixeira, (* 25. Januar 1880 in Viseu; † 17. Mai 1959 in Lissabon) war eine portugiesische Dichterin und Schriftstellerin. Ihr bekanntestes Werk, Decadência, wurde 1923 aufgrund des homoerotischen Inhalts nach einer Kampagne der rechtsextremen Studentenverbindung Liga de Acção dos Estudantes de Lisboa von der republikanischen Nationalregierung indiziert und verbrannt.

## Leben
Judith Teixeira kam als Judith do Carmo am 25. Januar 1880 in der nordportugiesischen Stadt Viseu zur Welt, ihre Mutter hieß Maria do Carmo. Ihre Taufe fand am 1. Februar 1880 in der Kathedrale der Stadt statt.
1907 wurde sie durch den Soldaten Francisco dos Reis Ramos adoptiert, woraufhin sie seinen Namen annahm. Zu der Zeit lebte sie allein in Lissabon, in der Rua do Archo do Carvalhão 70. Später heiratete sie den Handelskaufmann Jaime Levy Azancot, wobei die Ehe 1913 bereits geschieden wurde, nachdem Teixeira des Ehebruchs und des Verlassens des Hauses bezichtigt wurde. Am 22. April 1914 heiratete sie im Dorf Buscão den 26-jährigen Rechtsanwalt und Industriellen Álvaro Virgílio de Franco Teixeira, Enkel mütterlicherseits des 1. Visconde von Falcarreira. Sie nahm auch seinen Nachnamen an.
Ihre Werke veröffentlichte Teixeira ausschließlich zwischen 1922 und 1927, historisch gesehen in der Zeit der ersten portugiesischen Republik. Besonders aufgrund der lesbischen Thematik einiger ihrer Gedichte war sie starker Kritik seitens der nationalkonservativen Presse ausgesetzt, ihre Schriften wurden als „sexuelle Schande“ und „unwürdiges Geschreibsel“ tituliert. In der pro-faschistischen Zeitschrift „Ordem Nova“ bezeichnete Marcelo Caetano, später Präsident der portugiesischen Diktatur, 1926 die Autorin für ihr Buch Decadência als „eine Schande“ und beglückwünschte sich selbst zur Indizierung und Verbrennung des Werkes 1923. Gemeinsam mit dem Buch Decadência waren auch die Werke Canções (von António Botto) und Sodoma Divinizada (von Raul Leal) verbrannt worden.
1925 gründete sie die Zeitschrift Europa, von der drei Ausgaben (April, Mai, Juni) erschienen. 
Über ihre letzten dreißig Lebensjahre ist relativ wenig bekannt, außer dass sie ein Antiquitätengeschäft besaß. Sie starb am 17. Mai 1959 im Alter von 79 Jahren. Zu der Zeit lebte sie in Lissabon, in der Praceta Padre Francisco 3, im Stadtteil Campo de Ourique. Sie verstarb als Witwe, ohne Nachkommen, Güter und Testament.

## Rezeption
Aquilino Ribeiro rezipierte Teixeira erstmals, 1923 nannte er sie eine „wertvolle Dichterin“ (poetisa de valor). 1927 schrieb José Régio, dass alle Bücher von Judith Teixeira nicht mal ein Lied António Bottos wert wären. João Gaspar Simões würdigte 1937 die Tapferkeit der Dichterin, auch wenn sie „kein Talent“ habe. António Manuel Couto Viana nannte Judith Teixeira 1977 die „einzige modernistische Dichterin“ Portugals, er schrieb: „viel Spreu von Weizen trennend, denke ich, dass sie [die Werke Teixeiras] mehr Glück verdienten als die Stille und Ignoranz, mit der diese bisher bestraft waren.“

## Werke
Keines der Werke ist in die deutsche Sprache übersetzt worden.
- Decadência. Poemas (1923)
- Castelo de Sombras. Poemas (1923)
- Nua. Poemas de Bizâncio (1926)
- De Mim. Conferência (1926)
- Satânia. Novelas (1927)